# 土耳其革命者

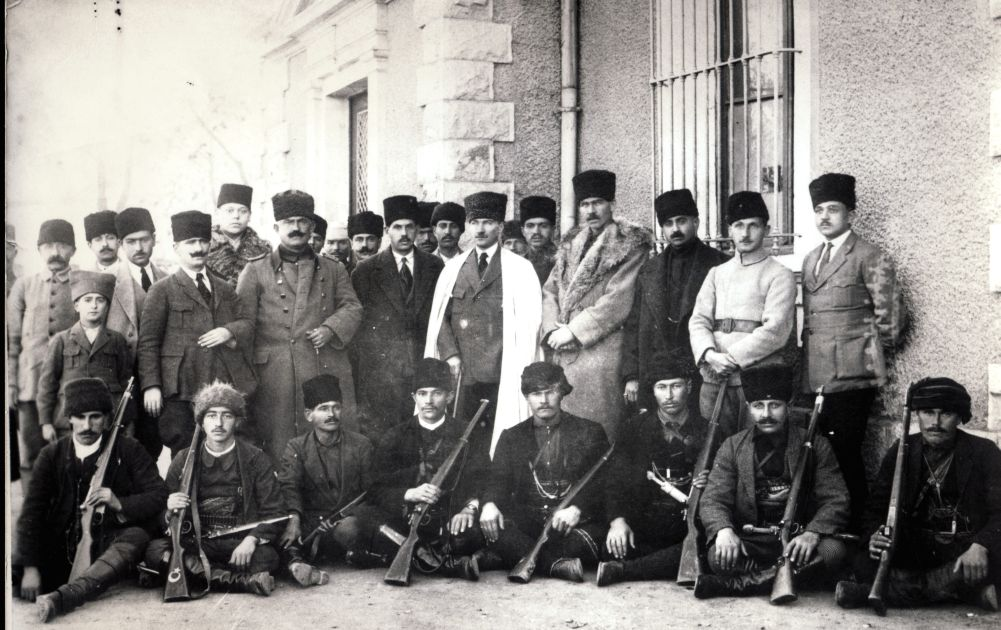

土耳其革命者（土耳其語：Kuvâ-yi Milliye 或Kuvva-i Milliye）是指土耳其國民運動的愛國者，他們反對穆德洛斯停戰協定簽訂後協約國進行的鄂圖曼帝國分裂，並反對1920年鄂圖曼政府簽訂的色佛爾條約。
在土耳其國民運動的成立及土耳其獨立戰爭後，革命運動於1922年11月1日推翻鄂圖曼帝國。1923年10月29日，土耳其共和國正式成立。
土耳其革命是受到坦志麥特時期的意識所影響。土耳其革命與同一時期舉行的青年土耳其運動並無關連，青年土耳其運動與鄂圖曼帝國及鄂圖曼主義有緊密的聯繫。參與土耳其革命的並非同一群人，他們對社會和政治事務有著不同的見解。即使他們領導著許多社會及政治機構，但土耳其革命與青年土耳其運動彼此之間並沒有聯絡。唯一相同的見解就是渴求一個主權國。
註: 以下名單裡的人士都在革命時扮演著許多角色。以下的分類是基於人們所記得的名銜而定
請注意以下的名單仍未整理完成:

## 領袖
- 凱末爾
- 卡茲姆·卡拉貝克爾

## 政治家及官員
- 阿里·法提·奧卡爾
- 羅夫·奧爾貝
- 伊斯梅特·伊纳尼